# César (photographe)
Farid al-Madhan
Pour les articles homonymes, voir César.
César est le pseudonyme de Farid Al-Mazhan, ancien photographe légiste de la police militaire syrienne, qui a fui la Syrie en emportant près de 45 000 photographies prises entre 2011 et 2013, illustrant notamment la torture et les décès dans les prisons du régime syrien : elles montrent les corps de 6 786 détenus, de 4 025 civils tués hors de prison, et de 1 036 soldats.
Ces photographies ont été authentifiées, étudiées, classées et analysées, tout d'abord dans un rapport, puis par des services de justice. Elles ont permis à de nombreuses familles syriennes de rechercher et parfois connaître le sort d'un proche arrêté par les services secrets du régime ou victime de disparition forcée, elles ont servi, avec divers autres documents exfiltrés et témoignages, à des ONG de défense des droits humains d'établir des rapports sur les conditions de détention en Syrie, à l'ONU et certaines sont également utilisées par la justice, notamment lors du procès Al-Khatib en Allemagne.
Le 6 février 2025, après la chute du régime de Bachar el-Assad, César apparaît pour la première fois dans une interview, où il révèle son identité.

## Biographie

### Travail de photographe légiste
« César » travaille comme photographe dans une unité de documentation de la police militaire syrienne, avant la révolution, son travail consiste à photographier les scènes de crimes et d'accidents qui impliquent des militaires.
Dès mars-avril 2011 — ce qui correspond aux débuts du soulèvement révolutionnaire en Syrie — et jusqu'à sa fuite en 2013, il doit photographier essentiellement de très nombreux cadavres de détenus et également les corps de civils. Cela commence, en mars 2011, par des corps envoyés de Deraa, manifestants victimes de la répression des forces de sécurité du régime, et cela continue avec de plus en plus de corps de détenus. Pendant toute cette période, de même que ses collègues, il photographie pour l'administration du régime syrien les corps de plusieurs milliers de détenus morts sous la torture, parfois jusqu'à 50 par jour,,,,,. Les corps qu'il photographie dans les hôpitaux militaires de Mazzeh et de Tichrine viennent de 24 centres de services de sécurité du gouvernorat de Damas. César est chargé de photographier les hommes uniquement, pas les femmes ni les enfants.
Chaque personne décédée porte des numéros qui doivent être visibles sur les photographies. À son arrivée à l'hôpital, chaque corps porte son numéro de détenu et le numéro de la branche où il est mort. Ces chiffres sont inscrits au feutre, sur un sparadrap collé sur le front ou sur le buste, ou à même la peau. Le médecin légiste, supérieur de César, attribue ensuite à chaque corps un troisième numéro pour son rapport médical, qui sert au classement et à l'archivage.
Le nombre et l'état des corps (dents cassées, coupures profondes, yeux arrachés, brûlures, plaies, corps ensanglantés...) qu'il doit photographier ne laisse aucun doute sur les exactions du régime. Horrifié par son travail, au printemps 2011, il envisage de déserter et se confie à un ami proche, se faisant connaître sous le pseudonyme « Sami ». Celui-ci a des contacts avec des membres de l'opposition syrienne, il persuade César de poursuivre son travail pour collecter le plus de clichés possible,. Il accepte et commence à faire des copies de ses clichés et de ceux de son service, qu'il enregistre sur plusieurs clés USB, clandestinement et chaque jour au péril de sa vie, pendant deux ans.

### Exfiltration et protection
En 2013, jugeant que des soupçons commencent à peser sur lui, il déserte avec l'aide de son ami, qui a contacté un membre de l'Armée syrienne libre,. Il gagne la Jordanie, puis trouve refuge en Europe,. Il parvient à exfiltrer ce que ses amis pensent d'abord être 53 275 photos numériques prises à Damas entre avril 2011 et juillet 2013, avant de revoir le nombre de clichés à 45 000,.
Le nom de code « César » est utilisé afin de préserver son identité, par mesure de sécurité, de même que la non divulgation de son visage et de certaines informations personnelles. S'il était retrouvé, il craint des représailles dirigées à son encontre, ou envers sa famille restée en Syrie : « je serai tué, si les services syriens me retrouvent », affirme-t-il.
César, toujours sous anonymat, caché sous une casquette, des lunettes de soleil et une veste à capuche, dos au public, accepte de témoigner devant les Nations unies et devant le Congrès américain,.

## Les photographies de César

### Authentification
Les photographies prises par César sont remises au Courant national syrien, un mouvement de l'opposition politique établi en Turquie,,. Pour les authentifier, le Qatar mandate un cabinet d'avocats londoniens, Carter-Ruck and Co. Ce dernier engage trois anciens procureurs internationaux — Desmond de Silva, ancien procureur général du Tribunal spécial pour la Sierra Leone, Geoffrey Nice, ancien procureur au procès de Slobodan Milošević, et le professeur David Crane, qui a mis en accusation le président Charles Taylor — et trois experts en anthropologie médicale qui publient un rapport en janvier 2014 confirmant l'authenticité des images prises par César,. Selon David Crane, « ces images prouvent l'existence d'une industrie de la mise à mort jamais vue depuis l'Holocauste ».
En 2017, la justice allemande fait de nouveau expertiser l'ensemble des photographies par une équipe indépendante comportant des spécialistes dont des médecins légistes,,.

### Conclusion et identifications
Le Courant national syrien annonce tout d'abord que 55 000 photos ont été prises par César et parle de 11 000 morts en détention, mais ces chiffres sont précisés : les 45 000 photographies ne représentent pas toutes des corps de détenus. Sur 18 000 des photos de César figurent en réalité les corps de 1 036 soldats, majoritairement morts au combat et de 4 025 civils, tués pour la plupart dans leurs maisons, tandis que 28 000 clichés concernent les détenus décédés dans les prisons du régime,,. Chaque corps est photographié à quatre reprises et 6 786 victimes de mort en détention sont recensées,. Le chiffre initialement annoncé de 11 000 morts en détention provient du fait que les numéros des médecins légistes sur les corps, qui sont des numéros qui se suivent, montrent que plus de 11 000 cadavres ont été numérotés par les médecins légistes au moment des dernières photographies de César.
Les photos des détenus ont été prises à deux endroits : à la morgue de l'hôpital de Tichrine, à Damas, et dans un hangar servant de garage à l'hôpital militaire 601 à Mezzeh, non loin du Palais présidentiel et juste à l'arrière du lycée français de Damas. Les victimes viennent de 24 lieux de détentions localisés à Damas, mais plus de 80 % des corps proviennent des seules branches 215 et 227 des renseignements militaires. Sur les 6 786 victimes dénombrées, 2 936 sont décharnées et ont souffert de la faim, 2 769 possèdent des marques de tortures et 455 ont les yeux énucléés. Une seule femme, Rehab Allaoui, une étudiante de 24 ans, et un seul mineur, Ahmad al-Musalmani, 14 ans, figurent parmi les morts qui ont pu être identifiés parmi les détenus (César était chargé de photographier uniquement les hommes),,,,,.
Le dossier contenant les 4 000 photographies de civils tués hors de prison est intitulé « terroristes ». Selon Garance Le Caisne, il contient des photographies aussi bien de personnes âgées que d'enfants, exécutés de balles derrière la tête.
L'ONG Human Rights Watch examine « 28 707 de ces clichés qui révèlent, grâce au recoupement avec toutes les autres informations disponibles, qu’au moins 6 786 détenus sont morts en détention ou à la suite de leur transfert du centre de détention vers un hôpital militaire ». L'ONG interroge d'anciens détenus et des proches de disparus. Elle examine plusieurs cas de personnes décédées dont les visages étaient reconnaissables sur les clichés, elle identifie 27 personnes et révèle le nom de 8 d'entre elles (de nombreuses familles refusant de rendre les noms publics, par crainte de représailles), dans un rapport de 86 pages publié en décembre 2015. Des dizaines de familles de disparus et de personnes arrêtées par le régime ont reconnu leurs proches sur les photos exfiltrées par César et ainsi appris leur décès. Parmi ceux-ci, certains ont été par la suite confirmés par des avis de décès émis par le régime au printemps et à l'été 2018,.
En Syrie, l'Association des avocats libres de Syrie aide les familles de disparus à tenter de retrouver leurs proches, d'une part, grâce aux témoignages recoupés de tous les anciens détenus libérés, qu'ils peuvent interroger afin recueillir des informations sur les personnes toujours détenues ou décédées en détention, et d'autre part, en comparant les photographies de disparus confiés par les proches, aux clichés exfiltrés par César.
Une partie des photographies qui n'avait jamais été rendues publiques auparavant sont publiées en ligne en 2020, et des milliers de Syriens passent à nouveau des heures à scruter les clichés. La publication — ainsi que le décès, des suites d'une crise cardiaque, d'un père ayant reconnu son fils sur un cliché — fait débat. La publication des images, sans l'autorisation des proches, afin de permettre au plus grand nombre de savoir, est mise en balance avec la dignité des morts et les sentiments de leurs familles.
En juin 2020, Imad Eddine Rashid, fondateur de l'Association syrienne pour les disparus et les détenus d'opinion, qui suit la situation des victimes de guerre et des prisonniers syriens, déclare que 731 proches des victimes ont pris contact avec son association et que 85 % d'entre eux ont partagé des informations personnelles sur les victimes, ajoutant que la moitié d'entre eux sont également prêts à témoigner devant la justice,,.

### Réactions internationales
Le 12 janvier 2014, le dossier est présenté à huis clos devant 11 ministres des affaires étrangères. Alors ministre des Affaires étrangères et du Développement international en France, Laurent Fabius confie en sortant de la réunion à un de ses collaborateurs : « C'est terrible. Abominable. Il va falloir travailler pour savoir la vérité concernant tous ces documents qui sont d'une extrême importance ». Un de ses proches ajoute « Des images qu'on n'avait pas vues depuis le génocide juif et les crimes khmers. La sophistication avec lequel le régime syrien documente et classe ses crimes nous ramène 70 ans en arrière ». 
La diplomatie française parle de « milliers de photos insoutenables, authentifiées par de nombreux experts, qui montrent des cadavres torturés et morts de faim dans les prisons du régime -  [qui] témoignent de la cruauté systématique du régime de Bachar al-Assad ».

### Justice
Sur la base notamment des documents exfiltrés par César et de témoignages, le parquet de Paris ouvre une enquête préliminaire pour crimes de guerre visant le régime de Bachar el-Assad. En janvier 2015, Bachar el-Assad affirme que ce photographe militaire n'existe pas : « Qui a pris ces photos ? Qui est-il ? Personne ne sait. Aucune vérification de ces preuves n'a été faite. Ce sont des allégations sans preuves. ».
Parmi les avis de décès émis parmi le régime syrien à l'été 2018, figurent les noms de deux ressortissants franco-syriens, Mazen et Patrick Dabbagh, ce qui permet, à la suite d'une plainte de la famille en France, et grâce aux informations contenues dans le « dossier César », à la justice française d'établir trois mandats d'arrêts contre des dignitaires du régime accusés d'être impliqués dans ces morts. 
Début 2019, l'enquête, ouverte notamment sur la base des images rapportées par César, a également amené à l'arrestation d'un tortionnaire présumé en France et de deux autres en Allemagne. Tous trois sont d'anciens agents présumés des moukhabarat, les services de renseignement du régime syrien, et sont accusés d'actes de tortures, crimes contre l’humanité et complicité, commis entre 2011 et 2013 en Syrie. Les photographies de César permettent aux enquêteurs de chercher sur les corps les marques permettant d'identifier chaque branche des services de renseignement. L'ancien colonel, responsable d'une branche d'investigation (prison des services secrets où sont interrogés les détenus), la branche 251 d'Al-Khatib, Anwar Raslan, est jugé en Allemagne en 2020 pour crime contre l'humanité,. Une centaine de clichés exfiltrés par César représente des détenus décédés dans la branche 251 pendant la période où Anwar Raslan en était le directeur.
Le « dossier César » constitue également une pièce maîtresse de l'ensemble de plus d'un million de documents (photographies, vidéos, images satellites, déclarations de victimes et témoins, et documents divers) rassemblés par le mécanisme international des Nations unies chargé de faciliter les enquêtes sur les violations les plus graves du droit international commises en Syrie depuis mars 2011, et présentés lors de l’Assemblée générale de l’ONU du 23 avril 2019.
En 2017, « Sami » fournit les 27 000 photos concernant les détenus du régime syrien, en haute définition, au parquet allemand. Les enquêteurs allemands chargent un service de médecine légiste indépendant d'analyser toutes les images. Compte tenu de la dureté et de la teneur des images, ce travail dure deux ans, et les analyses permettent ensuite de recouper les signes visibles sur les corps des 6 812 personnes décédées avec les témoignages de survivants de la torture. Ces analyses sont ensuite mises à disposition de tous les parquets européens qui en font la demande,.

### Association de familles de victimes
Des centaines de milliers de Syriens cherchent, parmi les photographies publiées par différents sites Internet de défense des droits humains, à reconnaître des proches, disparus ou détenus par le régime. L'association des Avocats libres de Syrie aide les familles dans leurs démarches,. Afin de se soutenir, plusieurs familles décident de fonder une association. Le 26 janvier 2018, journée internationale pour le soutien aux victimes de la torture, la Caesar Families Association est fondée. Elle vise, selon son communiqué, à aider les familles des victimes à récupérer les restes de leurs proches pour pouvoir les inhumer, à fournir un soutien moral et psychologique aux familles des victimes, à connaître le sort des détenus et des disparus, et à présenter leurs responsables devant la justice.

## Après la chute du régime Assad

### Identité de «Sami»
En décembre 2024, après la chute du régime de Bachar el-Assad, « Sami » — l'ami de César, l'a aidé à transmettre les photographies puis a organisé l'exfiltration de César en 2013 — révèle sa véritable identité et témoigne à visage découvert,.

### Révélation de son identité
Le 6 février 2025, César apparait pour la première fois à la chaine de télévision Al Jazeera. Il s'appelle Farid Al-Mazhan et est né à Deraa, un bastion de la révolution syrienne,,.

## Dans la culture

### Filmographie
César est l'un des principaux témoins du film documentaire Les Âmes perdues, de Garance Le Caisne et Stéphane Malterre ; le dossier César est également une pièce maitresse dans une des affaires de justice suivie par ce documentaire,,.

### Romans
L'autrice Gwenaëlle Lenoir publie en 2024 son premier roman, Camera obscura, qui rend hommage au photographe César,.